# Mîkolaiivka, Luhînî
Mîkolaiivka (în ucraineană Миколаївка) este un sat în comuna Topilnea din raionul Luhînî, regiunea Jîtomîr, Ucraina.

## Demografie
Componența lingvistică a localității Mîkolaiivka
     Ucraineană (100%)
Conform recensământului din 2001, toată populația localității Mîkolaiivka era vorbitoare de ucraineană (100%).